# Omalodes optatus
Omalodes optatus är en skalbaggsart som beskrevs av Lewis 1911. Omalodes optatus ingår i släktet Omalodes och familjen stumpbaggar. Inga underarter finns listade i Catalogue of Life.